# آنیل تنش زدایی
آنیل تنش زدایی (به انگلیسی: Stress Relief Annealing)، یکی از انواع عملیات های حرارتی بازپخت می باشد که به منظور حذف تنش های پسماند ناشی از جوشکاری، برش با حرارت و نورد گرم در قطعه، انجام میشود.

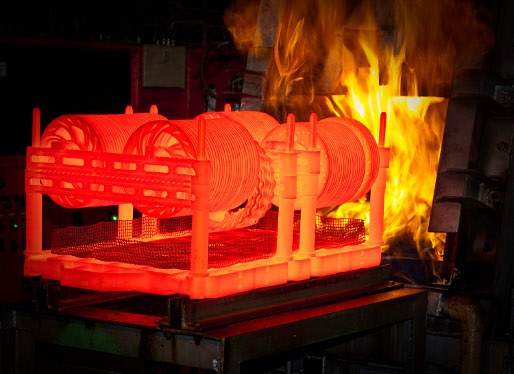
شکل1: نمونه ای از یک فرآیند آنیل تنش زدایی در قطعه فولادی، مرحله ی حرارت دهی

در متالورژی یا علم مواد، آنیلینگ (به انگلیسی: Annealing) یا بازپخت یک عملیات حرارتی میباشد که خواص فیزیکی و گاها شیمیایی یک ماده را تغییر داده تا در نهایت شکل پذیری آن را افزایش و سختی آن را کاهش دهد. در نتیجه ی این عملیات، کار کردن با قطعه ی نهایی آسان تر خواهد شد. به طور خلاصه، فرایندی که در این عملیات حرارتی انجام میشود، حرارت دهی و نگه داشتن ماده در یک دمای خاص و سپس، خنک کاری آن با نرخ مناسب میباشد.
بازپخت و آنیل تنش زدایی، فرآیندهای عملیات حرارتی هستند که هر دو به عنوان یک مرحله میانی در فرآیند تولید، برای افزایش پایداری ابعادی و ماشین‌کاری آلیاژ (معمولا فولاد) استفاده می‌شوند. در آنیل تنش زدایی، برخلاف بازپخت، خواص فیزیکی و شیمیای ماده تغییری نمی کند و هدف، تنها کاهش تنش پسماند در قطعه است.
فرآیند بازپخت در قطعات فلزی مختلف انجام میشود. در مورد آلیاژهای آهنی مانند فولاد، بازپخت با حرارت دادن مواد (به طور کلی تا زمان درخشش) برای مدتی انجام می‌شود و سپس به آرامی اجازه می‌دهیم تا در دمای اتاق در هوای ساکن خنک شود. آلیاژهای مس، نقره و برنج را نیز می‌توان به آرامی در هوا یا به سرعت با خاموش کردن در آب سرد کرد. در نتیجه ی این فرآیند، فلز نرم شده و برای کارهای بعدی مانند شکل دهی آماده می شود.

## آنیل تنش زدایی در فولاد

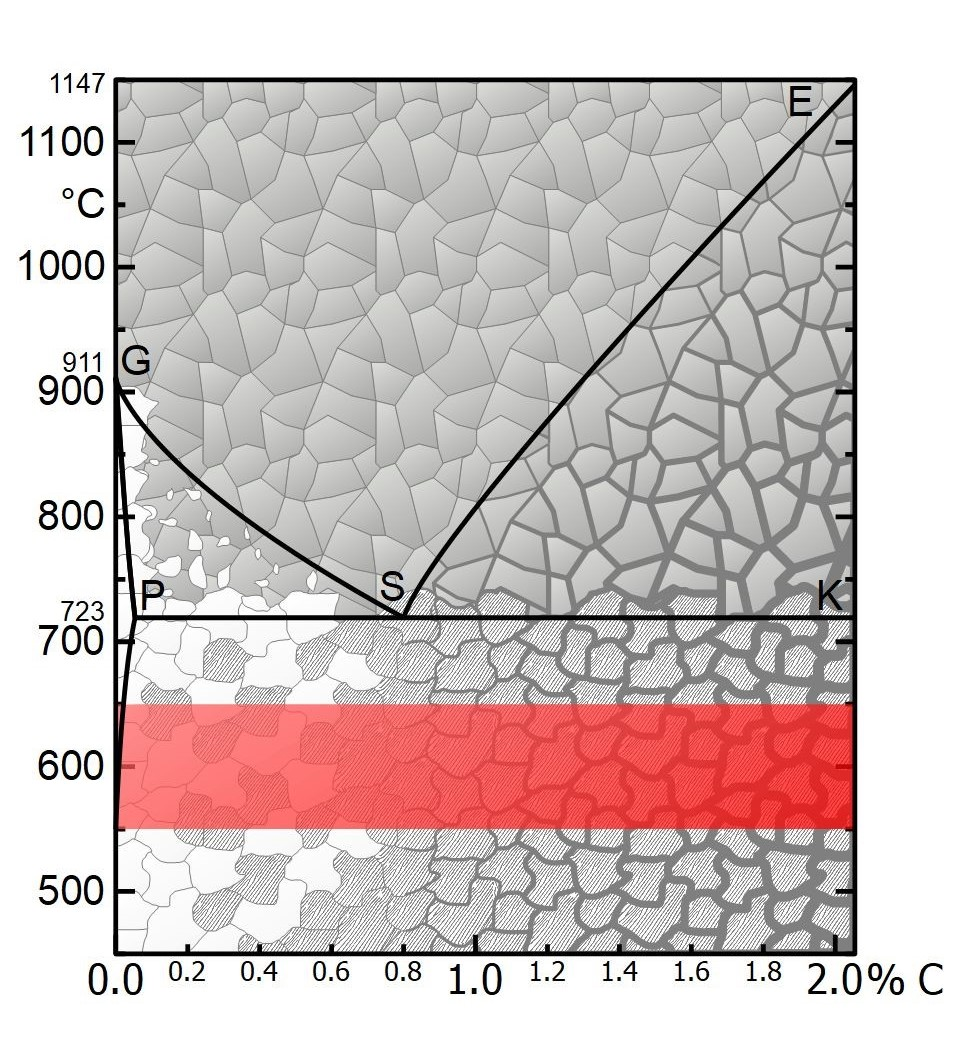
شکل2: دمای انجام آنیل تنش زدایی در دیاگرام فازی فولاد

اگر فولاد داغ، به طور غیر یکنواخت سرد شود، به دلیل انقباض های ایجاد شده در نقاط مختلف، تنش هایی در داخل قطعه ی فولادی  گیر می افتد که به آنها تنش های پسماند میگویند. چنین تنش‌هایی، اغلب در حین جوشکاری ایجاد می‌شوند، زیرا قطعه کار نه به طور یکنواخت بلکه فقط به صورت موضعی در یک نقطه خاص داغ شده و سپس سرد می‌شود. همچنین، تنش های پسماند در قطعه میتواند در هنگام آسیاب یا تراشکاری نیز ایجاد شود. وجود تنش های پسماند در فولاد، استحکام آن را کاهش داده و سبب ایجاد اعوجاج در طول فرآیند ماشینکاری، در صورت آزاد شدن ناگهانی تنش خواهد بود. پس آنیل تنش زدایی میتواند یک فرآیند ضروری برای بهبود کارکرد قطعه ی فولادی ما باشد.
برای انجام عملیات آنیل تنش زدایی بر روی فولاد، دمای آن را تا 550 الی 650 درجه ی سلسیوس بالا میبریم. در این صورت، در دیاگرام فازی آهن، وضعیت ساختار ماده در پایین خط یوتکتوئید قرار دارد و وارد فاز آستنیت نمیشود. در دمای بالا، استحکام مواد کاهش می یابد. اگر استحکام تسلیم (قدرت تسلیم گرم) کمتر از مقدار تنش‌های پسماند باشد، این تنش‌ها با تغییر شکل پلاستیک کاهش می‌یابد. در این حین، نابه جایی ها نیز شروع به حرکت میکنند. سپس از دمای ذکر شده، فرآیند خنک سازی را در تمام قطعه، با یک سرعت آهسته ی یکسان انجام می دهیم تا همه ی نقاط آن به طور یکنواخت منقبض شود.
از آنجا که در این فرآیند، فولاد تا دمایی کمتر از دمای بحرانی گرم میشود، نسبت به فرآیندهای آنیلینگ دیگر مانند نرماله کردن، تغییرات کمتری در خواص آن ایجاد خواهد شد. همچنین، این فرآیند تاثیر قابل توجهی بر روی سختی ماده نخواهد گذاشت و ساختار آن را تغییر نخواهد داد. آنیل تنش زدایی، معمولا در فولادهای کم کربن مانند فولاد A36 انجام میشود. 
توجه شود که در صورت لزوم، تنش زدایی را می توان در یک کوره با گاز محافظ انجام داد تا از سطوح در برابر اکسیداسیون محافظت شود. در شرایط سخت می توان از کوره های خلاء استفاده کرد. عملیات آنیل تنش زدایی را میتوان بر روی آلیاژهای مس و برنج نیز انجام داد. دمای مناسب برای انجام این فرآیند، برای قطعات مسی، بسته به نوع آلیاژ آن، 150 الی 275 درجه سلسیوس و برای قطعات برنجی، 250 الی 500 درجه سانتیگراد است.

## مقایسه آنیل تنش زدایی ونرماله کردن(نرمالایزینگ)

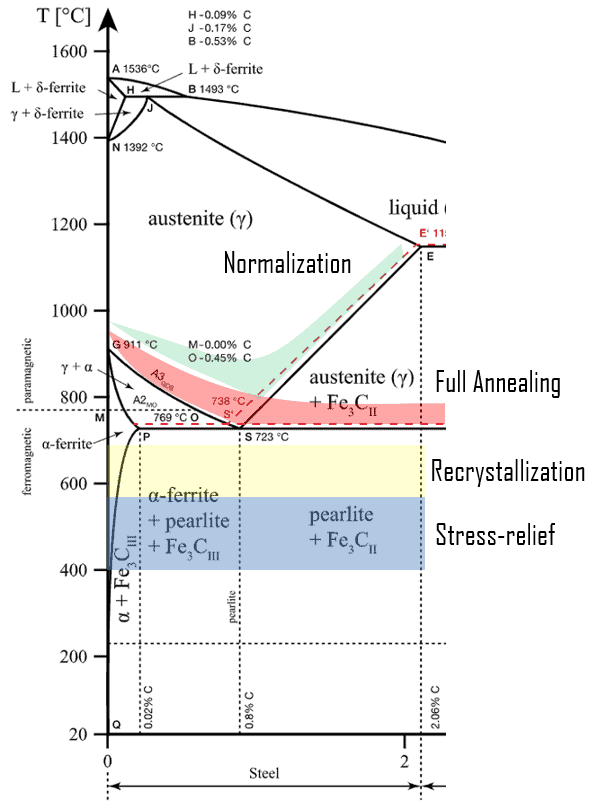
شکل3: فرآیندهای بازپخت مختلف در دیاگرام فازی آهن، نام فرآیندها: نرمالایزینگ، تنش زدایی، تبلور مجدد، بازپخت کامل

آنیل تنش زدایی یک عملیات حرارتی است که هم بر روی آلیاژهای آهنی و هم آلیاژهای غیر آهنی اعمال میشود، اما نرمالایزینگ یک نوع فرآیند آنیلینگ میباشد که تنها بر روی برخی از آلیاژهای فولادی به منظور افزایش استحکام و افزایش شکل پذیری انجام میشود. فولادهایی که روی آنها فرآیند نرمالایزینگ انجام نمیشود، فولادهایی هستند که حین سرد شدن به طور قابل توجهی سخت میشوند و دارای شکل پذیری مورد نظر نخواهند بود (مانند فولادهای ابزار)؛ همچنین فولادهایی که مزیت ساختاری ویژه ای ندارند و دارای خواص مکانیکی خاصی هستند (مانند فولادهای ضد زنگ) نیز نرمالایزینگ نمیشوند. همانطور که آنیل تنش زدایی به منظور حذف تنش های پسماند داخلی ناشی از فرآیندهای قبلی مثل جوشکاری، نورد گرم و برش داغ انجام میشود، نرماله کردن نیز برای کاهش اثرات فرآیندهای قبلی انجام شده بر فولاد، مانند ریخته گری، آهنگری(فورج کردن) و نورد، با یکنواخت سازی ریزساختار به وسیله کاهش اندازه ی دانه، و درنهایت افزایش استحکام و بهبود شکل پذیری و خواص ماشینکاری میباشد. در فرآیند نرماله کردن، دما تا محدوده 830 تا 950 درجه ی سلسیوس (بالای خط یوتکتوئید در دیاگرام فازی آهن) افزایش می یابد که بیشتر از دمای مناسب برای آنیل تنش زدایی میباشد. در شکل 3 میتوانید نحوه قرارگیری این دو فرآیند بازپخت را روی دیاگرام فازی فولاد مشاهده نمایید.

## محدودیت های فرآیند آنیل تنش زدایی
در این عملیات حرارتی، باید به موارد زیر توجه داشت:
- فرآیند آنیل تنش زدایی معمولا آخرین عملیات حرارتی اعمال شده بر روی قطعه میباشد، پس باید اطمینان حاصل شود که در اثر این فرآیند، خواص مکانیکی مواد، تحت تاثیر منفی قرار نخواهند گرفت.
- عملیات تنش زدایی می تواند در بین عملیات های ماشینکاری نیز انجام شود؛ در این صورت باید توجه داشت که برای جلوگیری از کاهش خواص مکانیکی ماده، لازم است از اثربخشی فرآیند آنیل تنش زدایی، مقداری بکاهیم.
- بسیاری از فولادهای ضدزنگ آستنیتی، پس از تنش زدایی در دمای بالا، نیاز دارند که با سرعت نسبتا بیشتری خنک شوند. درجه ای از اعوجاج یا ایجاد مجدد تنش های پسماند در چنین مواردی اجتناب ناپذیر است.
- لازم است که به منظور انجام عملیات آنیل تنش زدایی بر روی قطعات بزرگ، امکانات و تجهیزاتی با اندازه ی مناسب را در دسترس داشته باشیم.
- در آنیل تنش زدایی، خنک کاری در هوا انجام می شود؛ به منظور جلوگیری از واکنش آلیاژ با اتمسفر و تغییر رنگ (اکسید شدن) یا پوسته پوسته شدن آن، لازم است از گاز محافظ استفاده کرده و یا پس از اتمام فرآیند، سطح آلیاژ را تمیز کنیم.[۱۰]